# Номінація (мовознавство)
Номінація (лат. nominatio — називання)
1) створення мовних одиниць із номінативною функцією, які служать для:
- найменування чи виділення фрагментів дійсності;
- формування відповідних понять про них у формі слів, словосполучень, фразеологізмів, речень.

В цьому сенсі, терміном «номінація» позначають також результат процесу номінації.
2) сукупність проблем при вивченні актів найменування, які розглядаються в теорії референції. В цьому значенні протиставляється семантиці.
3) загальний комплекс лінгвістичних проблем, пов'язаних з найменуванням, словотвоутворенням, полісемією та фразеологією в номінативному аспекті.
Деякі вчені вживають термін «номінація» для позначення розділу мовознавства, яке вивчає структуру актів найменування. В цьому значенні номінація — те саме, що ономасіологія, і протиставляється семасіології.

## Предмет теорії номінації
Предметом теорії номінації як особливої лінгвістичної дисципліни є:
- вивчення і опис загальних закономірностей утворення мовленевих одиниць;
- вивчення взаємодії мислення, мови та реальності в процесах найменування;
- ролі прагматичного фактора у виборі ознак, які лежать в основі номінації;
- дослідження мовної техніки номінації — її актів, засобів та способів;
- будова типології номінації, опису її комунікативно-функціональних механізмів.

Розрізняють ономасіологічний підхід до проблем номінації (коли за основу береться відношення реалія (денотація) — значення (сигніфікат) імені, або семасіологічний, при якому значення імені розглядається як спосіб виділення та найменування реалії (або класу реалій, денотата).
Процеси та структуру актів номінації прийнято описувати виходячи з відношення «реалія — поняття — ім'я». Кожний компонент цього універсально-логічного відношення номінації в її конкретно мовному втіленні збагачується ознаками, характерними для визначення світу в даній мові:
- реалія представляється як денотат імені, як сукупність властивостей, виділених в актах номінації у всіх позначуваних даним іменем реалій (класу об'єктів);
- поняття, вбираючи в себе категоріальні ознаки, виступає як сигніфікат (значення) імені, в який можуть входити експресивні ознаки;
- ім'я розуміється як звукоряд, який ділиться в мовленевій підсвідомості згідно з організацією конкретної мови.

## Структура та функції номінації
Базова структура номінації задається співвідношенням сигніфіката та денотата імені; направленням цього відношення від значення імені до позначуваного об'єкта (реалії). Результати номінації, які позначають елементи дійсності, служать будівельним матеріалом для речення. В процесах номінації елементи мови пристосовуються до ідентифікації елементів дійсності або до повідомлення про їхні ознаки.
До функції ідентифікації пристосовані:
- імена «природних родів» — предметів та живих істот;
- імена артефактів — предметів, створених людиною.

Семантика таких номінацій, втілених у формі конкретних іменників, відображає субстанціональний, чуттєво відчутний образ позначуваного.
До функції предикації, або повідомлення про якості субстанції, пристосовані:
- імена ознак, які називають субстанціональні або відхилені від субстанції властивості — якості, стани, процеси;
- імена абстрактних понять, сконструйованих людиною.

## Засоби номінації
За типом засобів номінації розподіляються на:
- словосполучення як регулярний спосіб створення нових слів та значень;
- синтаксичну транспозицію, за якої морфологічні засоби вказують на зміну синтаксичної функції при зберіганні лексичного значення;
- семантичну транспозицію, за якої матеріальний вигляд одиниці не змінюється, але утворюються багатозначні слова і фразеологізми різних типів.

## Автономна та неавтономна номінація
За характером вказання імені на дійсність розрізняються два типи номінації — автономна та неавтономна (непряма).
Автономна номінація відбувається на базі одного імені. Напр.: «ключ» — 1) знаряддя для замикання та відмикання замка, засува та ін.; 2) знаряддя для заґвинчування або відґвинчування гайок, болтів, труб, штанг; 3) природний вихід на земну поверхню підземних вод. Вторинні значення слів, отримуючи самостійну номінативну функцію, здатні вказувати на дійсність автономно. Закономірності вибору та комбінації лексичних одиниць залежать тільки від властивого їм значення.
Відмінною ознакою неавтономної номінації є використання при створенні нової мовленевої одиниці комбінаторної техніки мови. Така одиниця буде завжди співвідноситися зі своїм означенням непрямо — за допомогою семантично опорного для даної комбінації найменування. Наприклад, в словосполученнях «крута вдача», «круті міри» прикметник «крутий» співвідноситься із означуваним «суворий», «строгий» тільки за допомогою опорних найменувань «вдача», «міри», без яких втрачає це значення. Вторинне значення цього типу не можуть вказувати на світ автономно.
Вибір слів, які мають значення цього типу, залежить від вибору семантично ключових для них слів, в сполученні з якими перші реалізують закріплене за ними значення. Формування фразеологізмів-ідіом проходить як семантичне переосмислення словосполучення в цілому, і являє собою особливий випадок вторинної неавтономної номінації.

## Первинна і вторинна номінація
Первинні процеси номінації в сучасних мовах представлені рідко (наприклад, в комерційній номінації). Номінативний інвентар мови поповнюється переважно через запозичення або вторинну номінацію — використання в акті номінації існуючої одиниці як імені для нового позначення. Результати первинної номінації усвідомлюються носіями мови як первісні: «моє», «пити», «моргати», «квас», «чорний». Похідність таких номінацій може бути розкрита тільки при етимологічному або інструментальному аналізі.
Результати вторинної номінації сприймаються як довільні за морфологічним складом, або за значенням. Способи вторинної номінації різняться в залежності від мовленнєвих засобів, які використовують при створенні нових імен, також від характеру співвідношення «ім'я — реальність».
В основі всіх видів вторинної номінації лежить асоціативний характер людського мислення. В актах вторинної номінації встановлюються асоціації за подібністю або за суміжністю між деякими властивостями елементів позамовного ряду і властивостями нового позначуваного.
Асоціативні ознаки, які актуалізуються в процесі вторинної номінації, можуть відповідати: 1) компонентам переосмислюючого значення; 2) таким смисловим ознакам, які, не входячи в склад дистинктивних признаків значення, співвідносяться з фоновим знанням носіїв мови про дану реалію або про внутрішню форму значення. Переосмислення значень в процесах вторинної номінації проходить згідно з логічною формою тропів (метафори, метонімії тощо) і функціонального переносу.
Смислові компоненти, які переходять при переосмисленні імені у вторинні значення, формують внутрішню форму цього значення. В залежності від збереження або забуття внутрішньої форми розрізняють мотивовані або немотивовані значення слів або фразеологізмів. Вторинна номінація характерна не тільки для лексичного складу мови, але й навіть для афіксальних засобів та синтаксичних конструкцій. Вона існує скрізь, де відбулось переосмислення язикової сутності — автономної або неавтономної.

## Суб'єктивно-модальний компонент
Відображення при номінації не тільки елементів об'єктивної дійсності, але й прагматичного, суб'єктивного відношення іменувального створює експресивне забарвлення мовленнєвих одиниць за рахунок суб'єктивно-модального компонента значення. По мірі відхилення від субстанціональних якостей зростає рівень абстрактності номінацій. Найбільша абстрактність присутня в номінаціях, які позначають тимчасові, причинно-наслідкові, умовні тощо відношення. Характерною рисою таких імен є наявність в їх значенні семантичних валентностей, які синтаксично заповнюються в мові іменами носіїв ознаки — суб'єкта та об'єкта.
Проміжне положення між іменами предметів та ознаками займають функціональні та реляційні імена осіб, які позначають їх по роду занять, відношень до інших осіб, предметів («вчитель», «внук» «хазяїн»), загальних імен («людина», «річ»); імен результатів процесів або станів («відкриття», «руїна», «землетрус»).

## Поширення
Номінації, які відповідають внутрішнім закономірностям розвитку мови та задовольняють потреби мовленнєвого колективу в нових номінативних засобах, зазвичай входять в загальновживаний словниковий запас. За його межами залишаються номінації, які виникають для потреб вузькоспеціальної термінології, в соціально замкнутих колективах, в індивідуально-авторській мовленнєвій творчості. Аналіз номінації та номінативного аспекту значення мовленнєвих одиниць визначає закономірності їх вживання в мовленні, так як в процесах номінації формується і семантика мовленнєвих одиниць, і їх знакові функції.

## Номіналізація
Номіналізація (лат. nomina: назви, імена) — дослідження дискурсу для визначення системи прийомів уведення імен у текст, адже «між назвою та предметом існує поступовий, градуальний перехід», що дає змогу виражати мнемонічні механізми у тексті, які нагадуватимуть про висловлення, виголошені поза ним (П. Серіо). Така позиція є основою формування постмодерністської концепції інтертекстуальності, зокрема пара текстуальності як відношення тексту до його частини. Номіналізацію також розглядають як особливу форму преконструкту.